# Galdermansmolen
De Galdermansmolen (ook: Dorpsmolen of Dorpermolen) is een watermolen op de Itterbeek, gelegen aan de Solterweg 16 te Tongerlo.
Het betreft een onderslagmolen welke oorspronkelijk als oliemolen, later als korenmolen dienstdeed.
In 1633 werd de molen gebouwd als oliemolen, en omstreeks 1700 was Peter Galdermans (van de slaghmolen) de eigenaar. Deze molenaarsfamilie bleef lang op de molen. In 1841 verzocht Nicolaas Galdermans toestemming om verandering te doen aan het binnenwerk van zijner oliemolen en aldus ten doel hebbende eene graanmolen ervan te maken, daar ze door 't afgestane land aan Holland bijna geheel zonder werk is en aan de adressant omtrend geene voordelen meer oplevert. Blijkbaar was men, ten gevolge van de Belgische afscheidingsoorlog, een groot deel van het afzetgebied kwijtgeraakt. In 1841 werd ook het huidige molenhuis gebouwd; het molenaarshuis stamt uit 1735. In 1850 werd de molen gesplitst. Het rad bediende nu zowel een olie- als een korenmolen. In 1905 werd de oliemolen gestopt, in plaats daarvan kwam een tweede maalinrichting, voor boekweit. Met het rad werd zelfs een dorsmachine aangedreven.
In 1920 werd het houten rad door een metalen rad vervangen. Ook een haverpletter werd geïnstalleerd. De molen bleef in particulier bezit en werd door de eigenaars regelmatig gerestaureerd. In 1996 kreeg de molen de status van monument. Ze is nog steeds maalvaardig, maar er wordt slechts sporadisch nog op gemalen.

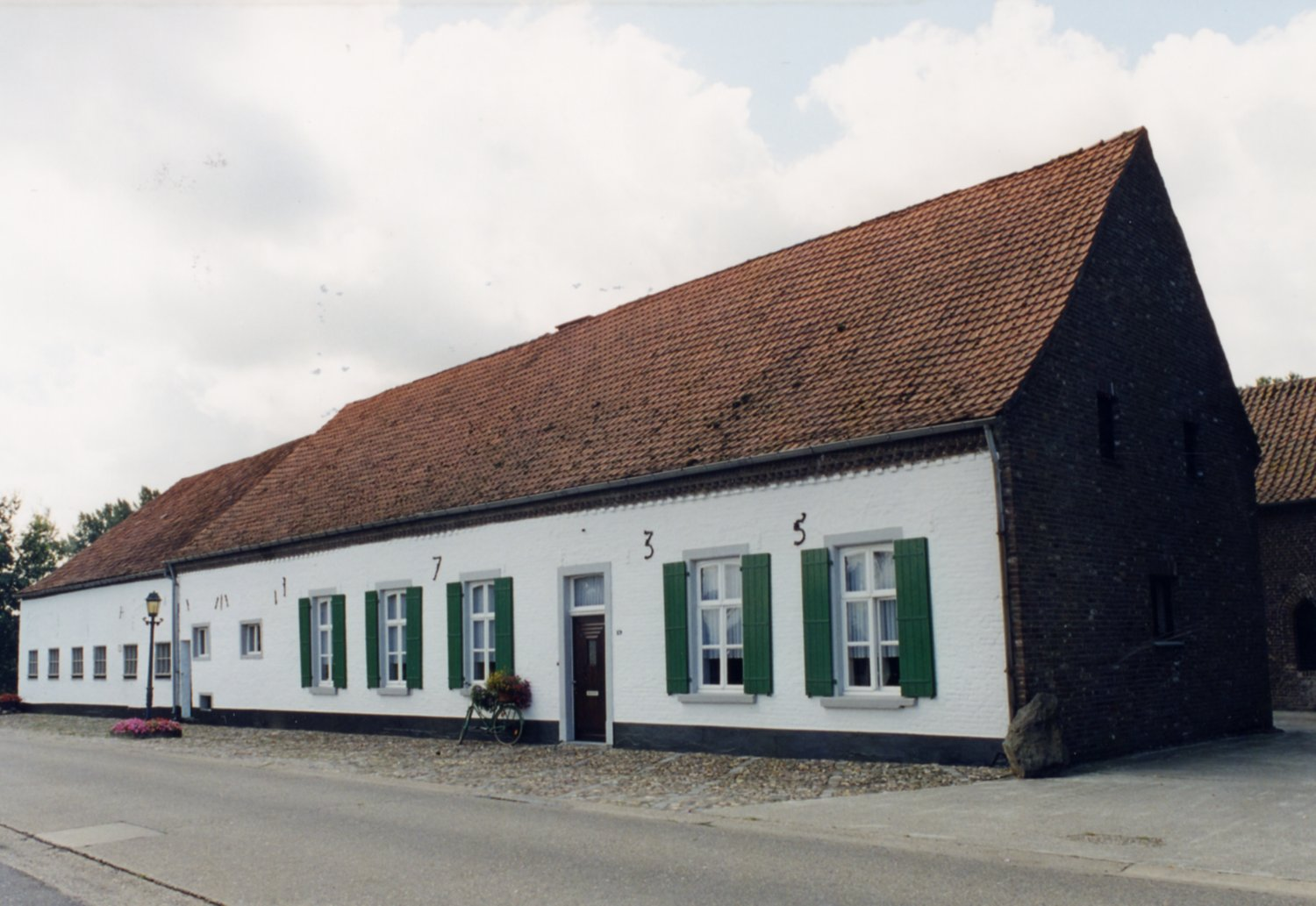
Molenaarshuis uit 1735
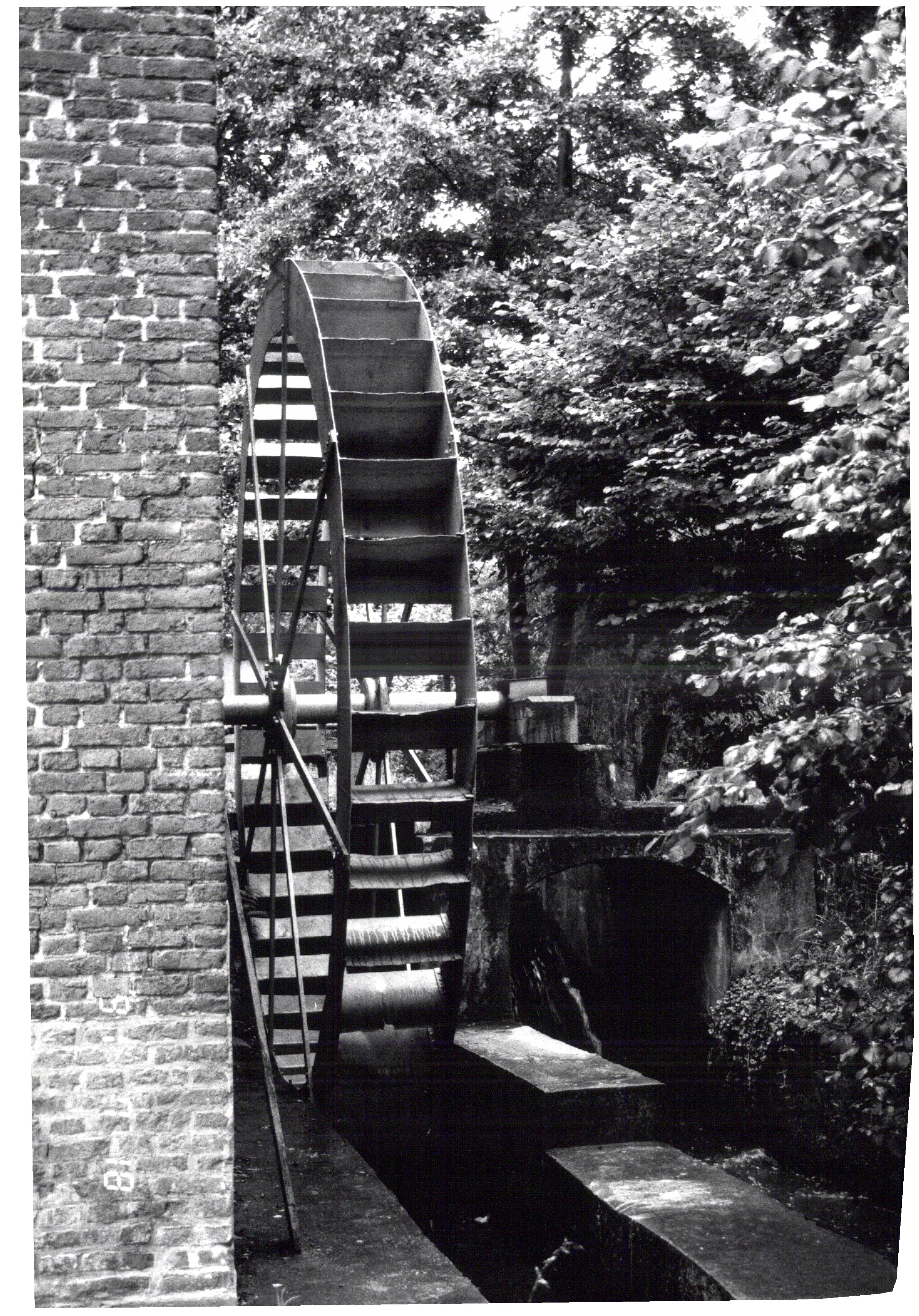
Molenrad in 1991

- Inventaris van het Bouwkundig Erfgoed (Vlaanderen): 71068